# Нижняя Гаревая
Нижняя Гаревая — деревня в составе Нытвенского городского округа Пермского края России.

## География
Деревня находится у юго-западной границы города Нытва.

## Климат
Климат характеризуется как умеренно континентальный, с морозной снежной зимой и коротким тёплым летом. Средняя многолетняя температура самого холодного месяца (января) составляет −15…−18,5 °C, температура самого тёплого (июля) 15—18,5 °C. Длительность вегетационного периода (с температурой выше +5 °C колеблется от 145 до 165 дней. Среднегодовое количество осадков — 550—600 мм.

## История
Деревня известна с 1719 года как деревня Гари. В советское время здесь работали колхоз «Искра», совхоз «Маяк». До 2019 года была центром ныне упразднённого Чекменевского сельского поселения Нытвенского района.

## Население
Постоянное население составляло 581 человека (85 % русские) в 2002 году, 535 человек в 2010 году.